# Бизин
Бизин (Bisinus или Basinus, Besinus, Bisin или на лангобардски: Pisen; † ок. 507 г.) е крал на тюрингите от 459 до 506/510 г.
През 459 г. Бизин и съпругата му Базина дали приют на изгонения крал на салическите франки Хилдерих I. Когато след 8-годишното си изгнание Хилдерих I се върнал в своята родина и отново станал крал на франките, при него отишла Базина, и станала негова жена и майка на Хлодвиг I.
Във втори брак крал Бизин се жени за лангобардката Мения. Базин и Мения имат три сина и една дъщеря:
- Радегунда, кралица на лангобардите, омъжена за Вахо, крал на лангобардите (510 – 540)
- Херминафрид (* пр. 485; † 534), крал на тюрингите, женен за Амалаберга, племенница на Теодорих Велики
- Бадерих († 529), крал на тюрингите
- Бертахар († 525), крал на тюрингите, баща на Радегундис, съпруга на франкския крал Хлотар I

Неговите синове стават крале след него.